# Simrishamns kommun
Simrishamns kommun är en kommun i Skåne län, i före detta Kristianstads län. Centralort är Simrishamn.

## Administrativ historik
Kommunens område motsvarar socknarna: Bolshög, Borrby, Gladsax, Hammenhög, Hannas, Järrestad, Ravlunda, Rörum, Sankt Olof, Simris, Stiby, Södra Mellby, Vallby, Vitaby, Östra Herrestad, Östra Hoby, Östra Nöbbelöv, Östra Tommarp och Östra Vemmerlöv. I dessa socknar bildades vid kommunreformen 1862 landskommuner med motsvarande namn. I området fanns även Simrishamns stad som 1863 bildade en stadskommun. 
Baskemölla municipalsamhälle inrättades 17 maj 1889 och Branteviks municipalsamhälle 19 oktober 1894. Dessa båda upplöstes vid årsskiftet 1951/1952.  Kiviks municipalsamhälle inrättades 3 december 1886 och upplöstes vid utgången av 1957. Skillinge municipalsamhälle inrättades 23 augusti 1889 och upplöstes vid utgången av 1963. Vitemölla municipalsamhälle inrättades 16 september 1887 och upplöstes vid utgången av 1953. Borrby municipalsamhälle inrättades 30 juni 1934 och upplöstes vid utgången av 1957. 
Simris-Nöbbelövs landskommun bildades 1945 genom en sammanläggning av Östra Nöbbelöv och Simris landskommuner. 
Vid kommunreformen 1952 bildades ett antal "storkommuner" i området: Borrby (av Borrby och Östra Hoby), Brösarp (av Andrarum, Brösarp, Eljaröd, Fågeltofta och Ravlunda), Hammenhög (av Hammenhög, Hannas, Vallby, Östra Herrestad och Östra Ingelstad), Kivik (av  Rörum, Sankt Olof, Södra Mellby och Vitaby) samt Tommarp (av Bolshög, Stiby, Östra Tommarp och Östra Vemmerlöv). Samtidigt uppgick landskommunerna Gladsax, Järrestad och Simris-Nöbbelöv i Simrishamns stad.
1969 utökades staden med Tommarps och Borrby landskommuner samt en del ur då upplösta Brösarps landskommun (Ravlunda församling) och delar ur då upplösta Hammenhögs landskommun (Hammenhögs, Hannas, Vallby och Östra Herrestads församlingar). Simrishamns kommun bildades vid kommunreformen 1971 genom en ombildning av Simrishamns stad. 1974 införlivades Kiviks kommun.
Kommunen ingick från bildandet till 2001 i Simrishamns domsaga, före 1975 benämnd Ingelstads och Järrestads tingsrätts domsaga och kommunen ingår sedan 2001 i Ystads domsaga.

## Geografi
Kommunen är belägen på Österlen i sydöstra delen av landskapet Skåne med Östersjön i öster. Simrishamns kommun gränsar i sydväst till Ystads kommun i före detta Malmöhus län, i väster till Tomelilla kommun och i norr till Kristianstads kommun, båda i före detta Kristianstads län.

### Topografi och hydrografi
Kommunen är 45 km lång och 15 km bred. Ungefär hälften är odlad åkermark och hälften skogs- och ängsmarker. 
I de norra delarna av kommunen är det mer skog och kuperad terräng än i den södra där det finns mer jordbruk och slättbygd. Kusten är mycket varierad. Här finns både klippstränder och sandstränder med olika hög grovkornighet och färg, växlande från vit till röd.
Nedan presenteras andelen av den totala ytan 2020 i kommunen jämfört med riket.
|  | Bebyggelse (9,7 %) |

|  | Skog (23,1 %) |

|  | Öppen myrmark (0,4 %) |

|  | Jordbruksmark (62,7 %) |

|  | Övrig mark (4,1 %) |

|  | Bebyggelse (3,1 %) |

|  | Skog (68,0 %) |

|  | Öppen myrmark (7,2 %) |

|  | Jordbruksmark (7,4 %) |

|  | Övrig mark (14,3 %) |

### Administrativ indelning
Fram till 2016 var kommunen för befolkningsrapportering indelad i
- Borrby-Östra Hoby församling
- Hammenhögs församling
- Kiviks församling
- Rörums församling
- S:t Olofs församling
- Simrishamns församling
- Stiby församling

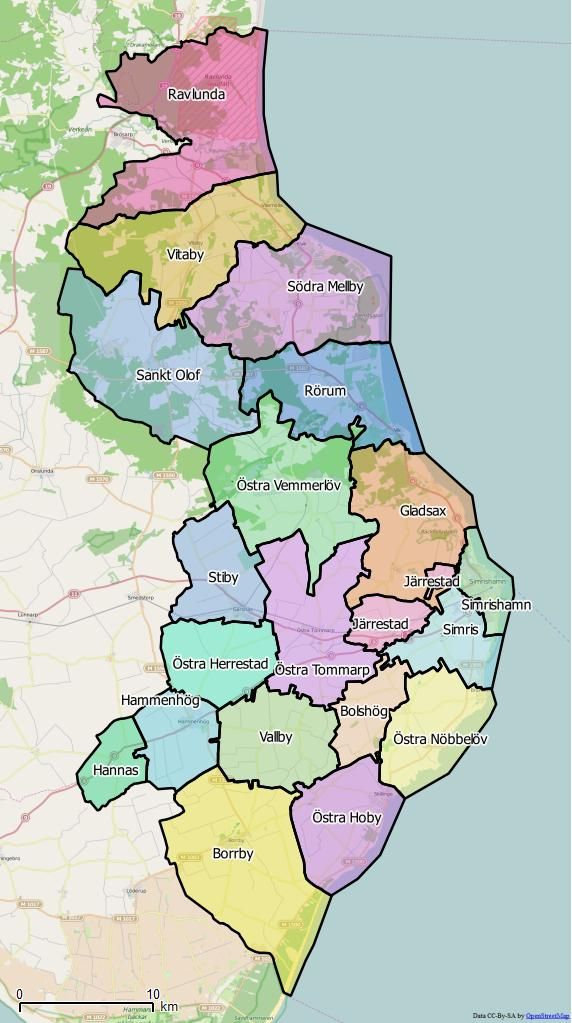
Distrikt inom Simrishamns kommun

Från 2016 indelas kommunen i följande distrikt:

- Bolshög
- Borrby
- Gladsax
- Hammenhög
- Hannas
- Järrestad
- Ravlunda
- Rörum
- Sankt Olof
- Simris
- Simrishamn
- Stiby
- Södra Mellby
- Vallby
- Vitaby
- Östra Herrestad
- Östra Hoby
- Östra Nöbbelöv
- Östra Tommarp
- Östra Vemmerlöv

### Tätorter
Det finns 13 tätorter i Simrishamns kommun.
I tabellen presenteras tätorterna i storleksordning per den 31 december 2018. Centralorten är i fet stil.
| Nr | Tätort          | Befolkning |
| -- | --------------- | ---------- |
| 1  | Simrishamn      | 6 911      |
| 2  | Gärsnäs         | 1 093      |
| 3  | Borrby          | 981        |
| 4  | Skillinge       | 958        |
| 5  | Hammenhög       | 933        |
| 6  | Kivik           | 881        |
| 7  | Sankt Olof      | 705        |
| 8  | Vik             | 353        |
| 9  | Brantevik       | 345        |
| 9  | Vitaby          | 345        |
| 11 | Baskemölla      | 308        |
| 12 | Östra Tommarp   | 296        |
| 13 | Östra Vemmerlöv | 244        |

## Styre och politik

### Styre
Simrishamns kommun styrdes under mandatperioden 2015–2018 av fem partier: Socialdemokraterna, Centerpartiet, Österlenpartiet, Miljöpartiet och Liberalerna.
Simrishamns kommun styrs under mandatperioden 2019–2022 av Alliansen: Moderaterna, Centerpartiet, Liberalerna och Kristdemokraterna. 
| År        | Partier | Partier | Partier | Partier | Partier | Partier |
| --------- | ------- | ------- | ------- | ------- | ------- | ------- |
| 2010-2014 | M       | C       | ÖP      | FP      | KD      |         |
| 2014-2018 | S       | C       | ÖP      | MP      | L       |         |
| 2018-     | M       | C       | L       | KD      |         |         |

### Kommunfullmäktige

#### Presidium
| Presidium 2022–2026    | Presidium 2022–2026 | Presidium 2022–2026 |
| ---------------------- | ------------------- | ------------------- |
| Ordförande             | M                   | Christer Akej       |
| Förste vice ordförande | C                   | Henrik Mårtensson   |
| Andre vice ordförande  | S                   | Jan Vokoun          |

#### Mandatfördelning 1970–2022
Största parti har i de flesta kommunvalen varit Socialdemokraterna. Tre val, 1998, 2010 och 2018 utgjorde undantag då Moderaterna blev det största partiet i kommunvalet.
Feministiskt initiativ fick sina första kommunfullmäktigemandat i Simrishamns kommun i valet 2010, totalt 4 mandat. Det var också de första mandaten som partiet fått i ett val någonsin. Partiledaren Gudrun Schyman blev invald då hon var både första namn på partiets valsedel, och då hon även fick flest personröster av samtliga personvalskandidater i kommunvalet.  
| 17 | 11 | 7 | 6 |

| 39 |

|  | 19 | 2 | 15 | 5 | 7 |

| 45 |

|  | 18 | 2 | 14 | 6 | 8 |

| 40 | 9 |

|  | 17 | 4 | 11 | 6 | 10 |

| 37 | 12 |

|  | 19 |  | 3 | 11 | 3 | 11 |

| 37 | 12 |

|  | 18 |  | 2 | 9 | 6 | 12 |

| 37 | 12 |

|  | 19 | 3 | 3 | 9 | 4 | 10 |

| 32 | 17 |

|  | 15 | 2 |  | 6 | 8 | 3 | 2 | 11 |

| 38 | 11 |

| 2 | 19 | 2 |  | 5 | 7 | 2 |  | 10 |

| 33 | 16 |

| 3 | 10 | 2 | 9 | 4 | 5 |  | 2 | 13 |

| 27 | 22 |

| 3 | 15 |  | 4 |  | 5 | 5 | 4 | 2 | 9 |

| 30 | 19 |

| 2 | 13 | 2 | 3 | 2 | 4 | 6 | 3 | 2 | 12 |

| 32 | 17 |

|  | 13 | 3 | 4 | 3 | 4 | 4 | 2 |  | 14 |

| 29 | 20 |

|  | 13 | 3 | 4 | 7 | 3 | 5 | 2 |  | 10 |

| 27 | 22 |

| 2 | 11 | 2 | 3 | 8 | 2 | 4 | 3 | 2 | 12 |

| 29 | 20 |

| 2 | 10 | 2 |  | 8 |  | 3 | 2 |  | 11 |

| 24 | 17 |

I november 2014 bröt tre av sverigedemokraternas sju ledamöter med partiet, men de satt kvar som politiska vildar.

### Nämnder

#### Kommunstyrelse
Tidigare hade kommunstyrelsen 15 ledamöter. I samband med valet 2022 minskades dessa till 13.
| Presidium 2022–2026    | Presidium 2022–2026 | Presidium 2022–2026 |
| ---------------------- | ------------------- | ------------------- |
| Ordförande             | M                   | Jeanette Ovesson    |
| Första vice ordförande | M                   | Anders Jonsson      |
| Andra vice ordförande  | S                   | Pia Ingvarsson      |

#### Övriga nämnder
| Nämnd                        | Ordförande | Ordförande            | 1:a vice ordförande | 1:a vice ordförande | 2:a vice ordförande | 2:a vice ordförande  |
| ---------------------------- | ---------- | --------------------- | ------------------- | ------------------- | ------------------- | -------------------- |
| Barn- och utbildningsnämnden | L          | Jan Rejdnell          | M                   | Jaennine Olesen     | S                   | Christer Granqvist   |
| Kultur- och fritidsnämnden   | L          | Lotta Hildebrand      | M                   | Peter Rimsby        | S                   | Per Andersson        |
| Byggnadsnämnden              | M          | Anders Johnsson       | C                   | Jan Persson         | S                   | Ann-Christine Råberg |
| Samhällsplaneringsnämnden    | C          | Carl-Göran Svensson   | M                   | Kristina Åhberg     | S                   | Lars Johansson       |
| Socialnämnden                | M          | Maria Linde Strömberg | KD                  | Anne-Li Roshagen    | S                   | Berit Olsson         |
| Valnämnden                   | M          | Carl Strömberg        | S                   | Thomas Öhlin        |                     |                      |
| Krisledningsnämnden          | M          | Jeanette Ovesson      | S                   | Pia Ingvarsson      |                     |                      |

### Vänorter
Simrishamns kommun har fyra vänorter:
- Palanga, Litauen
- Sandvig-Allinge, Bornholm, Danmark
- Barth, Tyskland
- Kołobrzeg, Polen

## Ekonomi och infrastruktur

### Näringsliv
Kommunens huvudnäringar är turism, tillverkningsindustri, sjukvård, fruktodling, jordbruk, fiske och fiskmottagning. 
Simrishamns hamn är tredje största mottagningshamn i Sverige för fisk, främst torsk och sill. Fruktskörden av ca en halv miljon fruktträd i kommunen, främst i områden runt Kivik, motsvarar mer än ⅓ av den svenska produktionen. Största privata arbetsgivare i kommunen är Plastal, med ca 400 anställda, som tillverkar plastdetaljer till bland annat bilindustrin. Andra större arbetsgivare är Weibull Trädgård AB (119), Kiviks Musteri (100) och Gärsnäs AB (60). Turismen beräknades 2004 sysselsätta ca 500 årsarbetare.

### Infrastruktur

#### Transporter
Från norr genomkorsas kommunen av riksväg 9 som tar av åt sydväst i Simrishamn, varifrån riksväg 11 utgår åt väster. Från Simrishamn utgår också järnvägen Österlenbanan åt väster. Den trafikeras av regiontåget Pågatågen som även stannar vid Gärsnäs på väg mot Ystad och Malmö.

## Befolkning

### Demografi

#### Befolkningsutveckling
Inom kommunen finns många fritidshus som gör att kommunens befolkning mer än fördubblas sommartid.
| Befolkningsutvecklingen i Simrishamns kommun 1970–2020                                                          | Befolkningsutvecklingen i Simrishamns kommun 1970–2020 | Befolkningsutvecklingen i Simrishamns kommun 1970–2020 | Befolkningsutvecklingen i Simrishamns kommun 1970–2020 | Befolkningsutvecklingen i Simrishamns kommun 1970–2020 |
| --- | ------------------------------------------------------ | ------------------------------------------------------ | ------------------------------------------------------ | ------------------------------------------------------ |
| |                                                        |                                                        |                                                        |                                                        |
| År |                                                        |                                                        | Folkmängd                                              |                                                        |
| 1970 | 1970                                                   |                                                        | 20 361                                                 |                                                        |
| 1975 | 1975                                                   |                                                        | 20 103                                                 |                                                        |
| 1980 | 1980                                                   |                                                        | 20 303                                                 |                                                        |
| 1985 | 1985                                                   |                                                        | 19 887                                                 |                                                        |
| 1990 | 1990                                                   |                                                        | 20 088                                                 |                                                        |
| 1995 | 1995                                                   |                                                        | 20 259                                                 |                                                        |
| 2000 | 2000                                                   |                                                        | 19 303                                                 |                                                        |
| 2005 | 2005                                                   |                                                        | 19 425                                                 |                                                        |
| 2010 | 2010                                                   |                                                        | 19 297                                                 |                                                        |
| 2015 | 2015                                                   |                                                        | 19 065                                                 |                                                        |
| 2020 | 2020                                                   |                                                        | 19 227                                                 |                                                        |
| Anm: Uppgifterna avser förhållandena den 31 december enligt den kommunala indelningen den 1 januari året efter. |                                                        |                                                        |                                                        |                                                        |

#### Utländsk bakgrund
Den 31 december 2015 utgjorde antalet invånare med utländsk bakgrund (utrikes födda personer samt inrikes födda med två utrikes födda föräldrar) 2 433, eller 12,76 % av befolkningen (hela befolkningen: 19 065 den 31 december 2015). Den 31 december 2002 utgjorde antalet invånare med utländsk bakgrund enligt samma definition 1 353, eller 6,96 % av befolkningen (hela befolkningen: 19 406 den 31 december 2002).

#### Invånare efter de vanligaste födelseländerna
Den 31 december 2015 utgjorde folkmängden i Simrishamns kommun 19 065 personer. Av dessa var 2 130 personer (11,17 %) födda i ett annat land än Sverige. I denna tabell har de nordiska länderna samt de 12 länder med flest antal utrikes födda (i hela riket) tagits med. En person som inte kommer från något av de här 17 länderna har istället av Statistiska centralbyrån förts till den världsdel som födelselandet tillhör.
| Födelseland      | Födelseland                       | Födelseland |
| ---------------- | --------------------------------- | ----------- |
| 31 december 2015 |                                   |             |
| 1                | Sverige                           | 16 935      |
| 2                | Syrien                            | 334         |
| 3                | Europeiska unionen: Övriga länder | 311         |
| 4                | Polen                             | 175         |
| 5                | Danmark                           | 171         |
| 6                | Asien: Övriga länder              | 137         |
| 7                | Finland                           | 120         |
| 7                | Tyskland                          | 120         |
| 9                | Bosnien och Hercegovina           | 96          |
| 10               | / SFR Jugoslavien/FR Jugoslavien  | 80          |
| 11               | Europa utom EU: Övriga länder     | 78          |
| 12               | Sydamerika                        | 73          |
| 12               | Thailand                          | 73          |
| 14               | Nordamerika                       | 65          |
| 15               | Afghanistan                       | 58          |
| 15               | Norge                             | 58          |
| 17               | Irak                              | 46          |
| 18               | Afrika: Övriga länder             | 43          |
| 19               | Eritrea                           | 28          |
| 20               | Iran                              | 17          |
| 21               | Turkiet                           | 15          |
| 22               | Oceanien                          | 10          |
| 23               | Island                            | 7           |
| 23               | Somalia                           | 7           |
| 25               | Sovjetunionen                     | 5           |
| 26               | Okänt födelseland                 | 3           |

## Kultur

### Kommunsymboler

#### Kommunvapen

Tommarps landskommuns kommunvapen (1963–1968).

Blasonering: Sköld medelst en vågskura delad av guld, vari en röd båt, och blått, vari en fisk av guld med röda fenor.
Ur ett sigill från 1500-talet skapades ett heraldiskt vapen, som fastställdes av Kungl. Maj:t 1945 för Simris-Nöbbelövs landskommun. Efter kommunbildningen registrerades vapnet i PRV 1979. Även Tommarps landskommun hade ett vapen, från 1963.

#### Kommunfågel

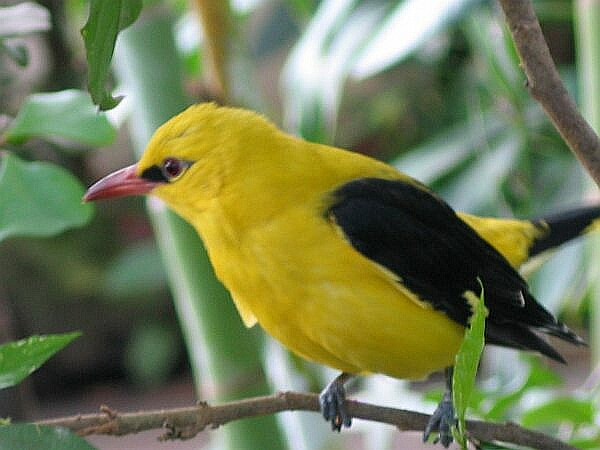
Sommargyllingen är Simrishamns kommunfågel.

### Fotnoter
1. ↑  Folkmängd och befolkningsförändringar - Kvartal 4, 2024, SCB, 21 februari 2025, läs online.[källa från Wikidata]
2. 1 2 3  Land- och vattenareal per den 1 januari efter region och arealtyp. År 2012–2019, SCB, 21 februari 2019, läs online.[källa från Wikidata]
3. ↑  Kommuner, lista, Sveriges Kommuner och Regioner, läs online, läst: 19 februari 2019.[källa från Wikidata]
4. ↑  Största offentliga arbetsgivare, Näringslivets ekonomifakta, läs online, läst: 30 oktober 2020.[källa från Wikidata]
5. ↑  Folkmängd i riket, län och kommuner 31 december 2012 och befolkningsförändringar 2012, SCB, läs online, läst: 3 oktober 2013.[källa från Wikidata]
6. ↑  Folkmängd 31. 12. 1971 enligt indelningen 1. 1. 1972 (SOS) Del, 1. Kommuner och församlingar, SCB, 1972, ISBN 978-91-38-00209-4, läs online.[källa från Wikidata]
7. ↑  Andersson, Per (1993). Sveriges kommunindelning 1863–1993. Mjölby: Draking. Libris 7766806. ISBN 91-87784-05-X
8. ↑  Domsagohistorik Simrishamns tingsrätt
9. ↑  ”Markanvändningen i Sverige efter region och markanvändningsklass. Vart 5:e år 2010 - 2020”. Statistikdatabasen. http://www.statistikdatabasen.scb.se/pxweb/sv/ssd/START__MI__MI0803__MI0803A/MarkanvN/. Läst 12 oktober 2022.
10. ↑  
  - SFS 2015:493, justerad i SFS 2015:698 Förordning om distrikt. Trädde i kraft 1 januari 2016.
11. ↑  Sveriges Radio, 26 september 2014: Fem partier ska styra Simrishamn Läst 27 december 2015
12. ↑  Sveriges Radio, 27 oktober 2010: Alliansen och Österlenpartiet styr Simrishamn Läst 27 december 2015
13. ↑  Sveriges Radio, 29 oktober 2018: Maktskifte i Simrishamns kommun Läst 22 november 2018
14. ↑  ”Kommunfullmäktige”. Simrishamns kommun. https://simrishamn.tromanpublik.se/organisation/aa6e0ee2-4cf8-4362-930c-190585f1a5ad. Läst 19 juni 2024.
15. ↑  Valmyndigheten, val 2010: Val till kommunfullmäktige i Simrishamn - Röster Läst 27 december 2015
16. ↑  ”Halverat SD i Simrishamn”. SvD. 8 november 2014. http://www.svd.se/nyheter/inrikes/4083409.svd. Läst 9 november 2014.
17. ↑  Simrishamn.se: Politiker och förtroendevalda Arkiverad 22 november 2018 hämtat från the Wayback Machine. Läst 22 november 2018
18. 1 2  ”Kommunstyrelsen - Simrishamns kommun”. simrishamn.tromanpublik.se. https://simrishamn.tromanpublik.se/organisation/92e45f72-af77-458a-8405-d25a68532dcf. Läst 9 mars 2025.
19. ↑  ”Arkiverade kopian”. Arkiverad från originalet den 15 mars 2018. https://web.archive.org/web/20180315133132/http://www.simrishamn.se/sv/politik_paverkan/fortroendevalda/fortroendemannaregister/barn-_och_utbildningforvaltningen/. Läst 14 mars 2018.
20. ↑  Simrishamn kommuns vänorter Arkiverad 9 juni 2011 hämtat från the Wayback Machine., www.simrishamn.se
21. ↑  ”Statistiska centralbyrån - Folkmängden efter region, civilstånd, ålder och kön. År 1968 - 2015”. http://www.statistikdatabasen.scb.se/pxweb/sv/ssd/START__BE__BE0101__BE0101A/BefolkningNy/?rxid=c0ca3bb8-255c-43ba-85f1-ee5289d082c4. Läst 12 februari 2017.
22. ↑  ”Antal personer med utländsk eller svensk bakgrund (fin indelning) efter region, ålder i tioårsklasser och kön. År 2002 - 2015”. Statistiska centralbyrån. Arkiverad från originalet den 12 november 2016. https://web.archive.org/web/20161112114817/http://www.statistikdatabasen.scb.se/pxweb/sv/ssd/START__BE__BE0101__BE0101Q/UtlSvBakgTot/?rxid=f7123122-a545-4e42-922d-ffb043413f6d. Läst 12 februari 2017.
23. 1 2  ”Utrikes födda efter län, kommun och födelseland 31 december 2015” (XLS). Statistiska centralbyrån. Arkiverad från originalet den 21 december 2016. https://web.archive.org/web/20161221162704/http://www.scb.se/contentassets/e30aa7aebbd246d99878d2a0aa8c81fd/be0101-fodelseland-och-ursprungsland.xlsx. Läst 12 februari 2017.